# 1934 في البرازيل
فيما يلي قوائم الأحداث التي وقعت خلال عام 1934 في البرازيل.

## رياضة
- 1 يناير – بطولة باوليستا 1934 الفائز نادي بالميراس.

## مواليد

### يناير
- 1 يناير – ريتشارد غراهام
- 1 يناير – سيرجيو دي كيروش دوارتي دبلوماسي برازيلي.
- 4 يناير – هيليث سافيوتي

### فبراير
- 4 فبراير – هومبرتو توزي لاعب كرة قدم برازيلي.
- 26 فبراير – روبرتو دو فالي كاتب برازيلي.

### مارس
- 26 مارس – إيفالدو ألفيز دي سانتا روزا لاعب كرة قدم برازيلي.

### أبريل
- 10 أبريل – سيرجيو هنريكي فيريرا عالم صيدلية برازيلي.
- 17 أبريل – ماريو كوستا باربيرينا إحاثي برازيلي.

### يونيو
- 22 يونيو – لويس مورايس لاعب كرة قدم برازيلي.

### يوليو
- 14 يوليو – سيلفيو لويز حكم كرة قدم برازيلي.
- 18 يوليو – خورخي فييرا لاعب كرة قدم برازيلي.

### أغسطس
- 10 أغسطس – خوسيه ألفيس لاعب كرة قدم برازيلي.
- 17 أغسطس – جواو دوناتو موسيقي برازيلي.

### أكتوبر
- 12 أكتوبر – ألبرتو غولدمان سياسي برازيلي.
- 19 أكتوبر – قلوريا مينيزيس ممثلة برازيلية.
- 27 أكتوبر – باولو سيزار أرواخو لاعب كرة قدم برازيلي.

### نوفمبر
- 1 نوفمبر – جاكسون لاجو سياسي برازيلي.
- 12 نوفمبر – فافا لاعب كرة قدم برازيلي.
- 13 نوفمبر – والتر مورايس حقوقي برازيلي.
- 18 نوفمبر – زيكينيا لاعب كرة قدم برازيلي.

### ديسمبر
- 30 ديسمبر – ليلى صفرا

## وفيات

### مايو
- 30 مايو – جوليا لوبيز دي ألميدا (مواليد 1862) كاتبة برازيلية.

### نوفمبر
- 8 نوفمبر – كارلوس شاغاس (مواليد 1879)
- 28 نوفمبر – كويلو نيتو (مواليد 1864)